# Yarin Levi
Yarin Levi (Sde Tzvi, 1 de agosto de 2005) es un futbolista israelí que juega en la demarcación de centrocampista para el Beitar Jerusalem FC de la Liga Premier de Israel.

## Selección nacional
Tras jugar en las categorías inferiores de la selección, finalmente hizo su debut con la selección absoluta de Israel el 6 de junio contra Estonia en un partido de clasificación para la Copa Mundial de Fútbol de 2026 que finalizó con un resultado de 1-3 a favor del combinado israelí tras un gol de Mattias Käit para Estonia, y de Mohammad Abu Fani y un doblete de Dan Biton para Israel.

## Clubes
| Club                         | País   | Año       | Partidos | Goles |
| ---------------------------- | ------ | --------- | -------- | ----- |
| Maccabi Haifa FC             | Israel | 2023-2024 | 1        | 0     |
| Beitar Jerusalem FC (cedido) | Israel | 2024-     | 46       | 1     |